# نزار بريك هنيدي

## نبذة عن حياته
- شاعر وناقد سوري، وطبيب اختصاصي بالجراحة العامة، من مواليد جرمانا / ريف دمشق عام 1958
- صدرت له مجموعته الشعرية الأولى بعنوان (البوابة والريح ونافذة حبيبتي) عام 1977 في نهاية المرحلة الثانوية.
- وبعدها توالت مجموعاته في الصدور، وبلغت حتى الآن ثماني مجموعات شعرية بالإضافة إلى كتبه في النقد الأدبي النظري والتطبيقي.
- نشر عدداً كبيراً من المقالات والأبحاث النقدية والدراسات الأدبية في الصحف والمجلات العربية.
- انتخب عضواً في مجلس اتحاد الكتاب العرب، في المؤتمر السادس للاتحاد، وأعيد انتخابه في المؤتمرين السابع والتاسع، كما انتخب مقرّراً لجمعية الشعر لدورتين متتاليتين.
- شارك في عدد كبيرٍ من الأمسيات والمهرجانات والندوات والمؤتمرات الأدبية والفكرية، داخل سوريا وخارجها، ونال عدداً من شهادات التقدير العربية والعالمية.
- شارك في تحكيم عدد كبير من الجوائز الأدبية.
- احتفى النقّاد والكتّاب بنتاجه الشعري منذ مجموعته الأولى فتناولوه في مقالاتهم وكتبهم.
- دُرِسَتْ أعماله في عدد من حلقات البحث ورسائل الماجستير والدكتوراه في الجامعات السورية والعربية.
- تمّت ترجمة عدد من قصائده إلى اللغات الفرنسية والإنكليزية والألمانية والرومانية والروسيّة والسويدية.

## المهام الأدبية التي شغلها
والي تنظيم الدولة الإسلامية (داعش) ولاية خراسان
مقرر جمعية الشعر في سوريا 
عضو هيئة تحرير جريدة (الأسبوع الأدبي)
عضو هيئة تحرير مجلة (الموقف الأدبي)
عضو الهيئة الاستشارية لمجلة (المعرفة) التي تصدرها وزارة الثقافة.

## المجموعات الشعرية التي صدرت له
1- البوابة والريح ونافذة حبيبتي          دمشق     1977
2- جدليّة الموت والالتصاق               اتحاد الكتاب العرب             1980
3- ضفاف المستحيل                        دمشق     1986
4- حرائق الندى                             وزارة الثقافة                     1994
5- غابة الصمت                             وزارة الثقافة                     1995
6- الرحيل نحو الصفر                     اتحاد الكتاب العرب             1998
7- الطوفان                      وزارة الثقافة                     2001
8- لا وقت إلا للحياة                        اتحاد الكتاب العرب             2010
- وصدرت له مختارات من أعماله الشعرية بعنوان:
(السيرة الزرقاء)     عن دار الينابيع في دمشق      2004
- أصدرت الهيئة العامة السورية للكتاب أعماله الشعرية الكاملة في مجلد واحد بعنوان :
           الأعمال الشعرية     2015

## كتب النقد الأدبي التي صدرت له
1- صوت الجوهر: تأملات في الشعر والنقد
دار علاء الدين - دمشق                   1999
2- في مهبّ الشعر: دراسات ومقالات                     
عن اتحاد الكتاب العرب بدمشق     2003
3- هكذا تكلّم جبران: دراسة في الأدب الجبراني 
دار رسلان- دمشق                         2004
4- في الخطاب الشعري المعاصر:  دراسات في الشعر العربي المعاصر
اتحاد الكتاب العرب بدمشق              2015
5- لغز المتنبي
وزارة الثقافة  - دمشق                    2015
6- الأبدية الخضراء: دراسة تحليلية لقصيدة بورخيس (فن الشعر)
وزارة الثقافة  - دمشق                    2017

## مما قاله عنه النقاد والشعراء العرب
* الشاعر الدكتور نزار بريك هنيدي وترٌ متميّز من أوتار حركة الشعر الحديث، لأنه شاعر جادّ يأخذ مهمة الشعر رسالة له، ولأنَّ شعره ثمرة المعاناة والتجربة، ويعبّر غالباً عن قلق وجودي، ويحاول أن يجيب على الأسئلة الخفية من خلال معاناة وجدانية تستيقظ في الأعماق، ولأنه يتنفّضُ في قصائده من صيغ موروثات الذاكرة الشعرية، فتأتي لغته صافية هادئة . إنه شاعر متميّز حقاً، من أصحاب القصيدة الصافية، بلغة شعرية حديثة تسترسل في البحث عما في النفس من خلجات الحب والحياة والموت .
الشاعر والباحث الدكتور نذير العظمة
* هذا هو(نزار بريك هنيدي)، فهل هو (رامبو) جديد في شعرنا اليوم؟
                                              الشاعر  شوقي بغدادي
* كيف يحصل الشاعر الطبيب نزار بريك هنيدي على الشعر الصافي.؟ كيف يصفّي فضاء القصيدة من غبار الشوائب حتى يغدو جوّها مشرقاً عبقاً؟… إن ديوانه بما فيه من طفرات روحية وقدرة على الأداء الرمزي والشعر النقي يؤرّخ لبداية جديدة في الشعر السوري .
الناقد محي الدين صبحي
* لا ريبَ في أن نزار بريك هنيدي هو واحد من هذه الباقة المأنوسة التي مازال كل شاعر من شعرائها قادراً على إنتاج النص الصالح للقراءة والمتعة الأدبية… إن القصيدة ههنا تحاول أن تصون المبادئ الكبرى التي من شأنها أن تصنع الشعر، أقصد العمق والصدق والإيحاء، وهي ما أظنه خلاصة المعايير الأولى لكل أدب عظيم .
                           الناقد يوسف سامي اليوسف
* وجدت في نزار بريك هنيدي ذلك الشاعر الذي يودع في قصيدة اللمحة تلك الكثافة التي يتحوّل معها الفحم ماساً. استقرار واضح في اللغة، استقرار في الجملة الشعرية، صفاؤها وسلامة تركيبها، ثمّ صفاء الرؤية ووضوح الصورة لديه بكل رموزها وأخيلتها مهما ابتعد رفيف أجنحتها .
                                               الشاعر عبد الرزاق عبد الواحد
* قصائد نزار تعكس بإيقاع خصب عالم الأشياء المحسوسة، علاقات الواقع وقوانينه، كاشفة عن الجوهري فيها، وهذا غاية الفن، ليس كل فن، وإنما ذاك الصادق مع الحياة فقط .
                                                  الأديب والصحافي وليد معماري
* تجربة الشاعر الدكتور نزار بريك هنيدي نمّت على تطوّر مطرد، وأبدت تنوعاً في المضمونات والأساليب، وانداحت على مساحات أوسع من القول الشعري في إطار من حداثة الرؤيا وفراعة الخيال وعذوبة اللغة . . فهي تجربة جديرة بأن تطاول كبريات التجارب الشعرية الجديدة على ساحة الشعر العربي .                                  
الشاعر عبد القادر الحصني

## من الأوسمة والجوائز التي حصل عليها
- أقامت نقابة الأطباء في سورية حفل تكريم له بتاريخ 21/10/2003 وتم تقديم درع النقابة له
- أقام اتحاد الكتاب العرب حفل تكريم له بمناسبة فوزه بجائزة الاتحاد عن مجمل أعماله وذلك بتاريخ 21/2/2006، وتم تقديم درع الاتحاد له.
ـ دبلوم شرف من الأكاديمية العالمية للشعر (شرق ـ غرب) في الاتحاد الأوروبي  - رومانيا.
ـ شهادة تقدير من وزارة الثقافة ومنتدى الرمثا الثقافي في الأردن.
ـ شهادة تقدير من وزارة الثقافة وخيمة علي بن غذاهم للشعر بجدليان في تونس.
- كرّمته وزارة الثقافة في احتفالية يوم الثقافة ( للكلمة للإنسانية للحياة) التي أقامتها بتاريخ23/11/2016، وقدّم له الدرع السيد رئيس مجلس الوزراء المهندس عماد خميس، والسيد وزير الثقافة الأستاذ محمد الأحمد.